# Rugby Club Hilversum
Dernière mise à jour : 23 mars 2013.
Le Rugby Club Hilversum est un club de rugby à XV néerlandais basé à Hilversum. Fondé en 1954, le club participe au championnat des Pays-Bas de rugby à XV.

## Histoire
En 1954, des personnes qui sont au Rugby Club 't Gooi croient au potentiel pour un deuxième club dans la région du Gooi. Ils créent le club du Rugby Club Hilversum. L'équipe masculine évolue dans la compétition la plus élevée du rugby néerlandais, le championnat des Pays-Bas de rugby à XV. Elle compte de nombreux internationaux, notamment Frits Francfort, Jan Rosman, John van Altena et la famille Visser (Marc, Tim et Sep).

## Palmarès
Le club a un des palmarès les plus riches des Pays-Bas avec 15 titres de champion.
- Championnat des Pays-Bas de rugby à XV 1957, 1958, 1959, 1960, 1962, 1965, 1974, 1975, 1976, 1982, 1983, 1984, 1986, 2010, 2011 2012, 2015, 2016 et 2017